# 大久保秀夫
大久保 秀夫（おおくぼ ひでお、1954年10月2日 - ）は、株式会社フォーバルの創業者、代表取締役会長。通信事業者を自動的に選択するLCR(Least Cost Routing)機能を搭載した「NCC BOX」の販売を手がけた。

## 人物
東京都出身。1977年國學院大學法学部卒業。1980年新日本工販株式会社（現在の株式会社フォーバル）を設立。元東京商工会議所副会頭。

## 略歴
- 1977年 - 國學院大學卒業
- 1980年 - 新日本工販株式会社（現在の株式会社フォーバル）を設立
- 1988年 - 同社店頭公開
- 2010年 - 公益財団法人CIESF理事長、特定非営利活動法人元気な日本をつくる会理事長
- 2012年 - 社団法人関東ニュービジネス協議会会長[2]（〜2014年）
- 2014年 - 一般財団法人公益資本主義推進協議会会長[3]、公益財団法人クロスボーダー・ウィング理事長[4]
- 2015年 - 国際科学振興財団評議員
- 2016年11月 - 東京商工会議所副会頭、中小企業委員会委員長（〜2022年10月）[5]

## 著書
- 『武士道に学ぶビジネスマン48の心得』東急エージェンシー出版部ISBN 978-4884970406  （1995年10月）
- 『やり抜けば仕事は必ず面白くなる!―思い抜き、考え抜いて壁を越える』かんき出版 ISBN　978-4761262617（2005年6月20日）
- 『The決断』決断で人生を変えていく たったひとつの方法ディスカヴァー・トゥエンティワン ISBN 978-4887599994（2009年8月5日）
- 『「社長力」を高める8つの法則』実業之日本社 ISBN 978-4408108681 （2010年9月28日）
- 『みんなを幸せにする資本主義―公益資本主義のすすめ』東洋経済新報社、2016年2月26日。ISBN 4492396284